# 叶青山
叶青山（1904年—1987年），中国人民解放军将领、中国人民解放军开国少将。
曾任中国人民解放军北京军区后勤部卫生部部长。1955年，授予中国人民解放军少将。